# 極東学園天国
『極東学園天国』（きょくとうがくえんてんごく）は、日本橋ヨヲコによる日本の漫画作品。『週刊ヤングマガジン』（講談社）にて連載された。単行本は全4巻。
物語は2部構成になっており、第2部終了時には第3部へ続く可能性もあったようだが、結局第2部までで打ち切りとなった。

## ストーリー
時は近未来、義務教育過程が高校まで延長された時代。不登校や問題児を隔離するため創立された私立五色台学園、一旦入学すると卒業するまで外に出られない超全寮制の高校だが、学校の中では生徒達に「自由」が委ねられていた。とある事件がキッカケで、極東最難関のエリート校を退学になり、五色台学園にやって来た平賀信号は転入早々、その底抜けの明るさと掴み所のなさでクラスメート達の心を掴んでいく。時を同じくして学園のボス城戸信長は、学食の優先権を賭けた学年対抗戦を企画。信号は2年生の代表として参加することになる。

## 登場人物

### 2年甲組
平賀信号（ひらが しんご）
天涯孤独の孤児であったが、高城高校の教授である平賀白線が信号が執筆した作文を読んだ事がきっかけで、白線の養子になる。その後、極東最難関エリート校の高城高校から、ある事件がキッカケで五色台学園へと転校し、様々な事件を経て2年生のリーダー格となった。普段は能天気な性格だが、自分の大事なもの（特に義父）を馬鹿にされると爆発して破壊衝動に出てしまう。いつも下駄を履いている。身長185センチ。体重65キロ。O型。
武藤利一（むとう りいち）
アルコール依存症の父親の家庭内暴力がトラウマになり、自身もアルコール依存症に陥って五色台学園に入学する。正義感が強く弱者の感情をよく理解でき、また自身も精神的な脆さを持ち合わせている。信号の転校以前から2年生のリーダー格だった。信号が来てからも周囲の信頼は変わらなかったが、考えの違いから時に信号に厳しい意見をすることもあった。有名な芸術家の血筋で、自身も画の才能を持つ。身長178センチ 体重59キロ A型。
山金仁（やまがね じん）
薬物依存症が原因で五色台に入学する。学園の生徒を社会に適応できない落ちこぼれだと認識しており、優等生タイプの信号を当初は毛嫌いしていた。廉のことを乱暴な言い方ながらも気にかけている。
高津勘介（たかつ かんすけ）
暴力沙汰の常習で五色台に入学する。関西弁の熱血漢で頭に血が上りやすい。定子に思いを寄せている。
武者小路是清（むしゃのこうじ これきよ）
いじめが原因で五色台に入学する。漫画を描いているが、否定されるのが怖くて人に見せられない。少々理屈っぽいところがある。
羽根田黒子（はねだ くろこ）
万引きの常習で五色台学園に入学するが、それだけでなく特別な目的があって学園にいるらしい。利一とは（一応）恋人関係にある。
岸和田廉（きしわだ れん）
自身の容姿にコンプレックスを抱いており、勉強ができることを生きがいにしていたが、高城高校に落第したことで拒食症になり、五色台に入る。対抗戦では参謀的な役割を果たす。
鷲尾定子（わしお さだこ）
母が娼婦で、自身も幼い頃から体を売って生きてきた。それを女としての武器にしているが、自分を心から愛してくれる存在を求めてもいる。
円谷樹里（つぶらや じゅり）
いじめが原因で五色台に入る。見た目はギャルっぽく、よくお菓子を食べている。

### 3年乙組
城戸信長（きど のぶなが）
五色台学園の総番。常にゴーグルをしている。普段はヘラヘラしているがその影響力は絶大で、学園内で彼に逆らえる生徒はいない。親に決められた進路を進むことに抵抗し『真の友』のいる五色台に入り、学園を維持するための後継として信号や利一のリーダー性や能力を計る。数年前にある国家的事件を起こした集団の主格。現3年生はこの時のメンバーが中心となっている。
服部六郎（はっとり ろくろう）
城戸の片腕的存在。自由奔放な城戸に代わって3年生を動かすいわば現場監督（もちろん城戸の求心力によってまとまっているのだが）。過激派を装っているが意外と冷静沈着な性格。父親が機動隊に勤務している影響から安易な暴力を嫌っている。
沖田有造（おきた ゆうぞう）
同じく城戸の片腕的存在。スキンヘッド。真面目な雰囲気で、書記など事務的な役割をこなす。彼らが五色台にいる理由は、自身の問題（上記の事件が原因という可能性も高いが、作中では言及されず）だけでなく城戸への信望が大きいようである。

### 2年乙組
たまご姫
敷地から出られない生徒たちの要望で、あらゆるジャンルのゲームを自作している。ツルちゃんを溺愛。
ツルちゃん
たまご姫の右腕的存在。たまご姫に溺愛されている。

### 1年丙組
東海林シゲル
丙組のリーダー格で、対抗戦の1年代表だが、カリスマ性（頭のネジの外れ方）は信号や城戸には数段劣る。ボクシング経験者。精力はかなり旺盛。
柴田アケミ
流されやすくシゲルらにされるがままだったが、定子に「もっと体を大切にしろ」と諭され、いろんな意味で目覚める。

### その他
間宮純（まみや じゅん）
五色台学園の理事長、兼生徒。病弱で全身に包帯を巻いている。城戸の『真の友』。もともと五色台学園は、病気のせいでどの高校にも入れてもらえない弟のために彼の姉が作った高校であった。姉は消息不明。
国分寺シマ（こくぶんじ シマ）
極東の委員会から送られてきた教師で、城戸の実姉。無秩序状態の五色台学園を見下し風紀を正そうとするが、そこには別に真の目的がある。
城戸栄源（きど えいげん）
シマと信長の父親であり、高城高校の理事長。信長の進学の邪魔をする。
多聞教官
2年甲組教官。校風主義で、生徒達の問題には一切関与しない。

## サブタイトル
全43話。その回での登場キャラの台詞がサブタイトルに使われている。
1. 「たましいがくさるから」
2. 「わすれられるくらいなら」
3. 「おれにだけはしてみてよ」
4. 「ずっとおなじかたちじゃない」
5. 「なんのやくにもたたねえよ」
6. 「つまずいとけ」
7. 「おにいさん、かってくれる?」
8. 「うらやましいよ」
9. 「しあわせだとおもったよ」
10. 「おれからにげろ」
11. 「おまえらくるってる」
12. 「おれとにてるから」
13. 「はるはくる」
14. 「いいおとこだね」
15. 「うたがある」
16. 「そのひとことをきくために」
17. 「おわらなければいいのに」
18. 「どうぐじゃない」
19. 「いきているよ」
20. 「あきらめんのをあきらめて」
21. 「やじゃない」
22. 「はじめようか」
23. 「そんなんされたら」
24. 「むかつくよ」
25. 「にげるよ」
26. 「こわいんだな」
27. 「ずるいよ」
28. 「ごめんな」
29. 「あたたかかったんだ」
30. 「かいていいよ」
31. 「あそびな」
32. 「たましいはくさらないよ」
33. 「てぬるいね」
34. 「なにものでもなく」
35. 「なにもない」
36. 「がきだよ」
37. 「きようじゃないな」
38. 「かかった」
39. 「あがこうよ」
40. 「たたかってください」
41. 「わたさない」
42. 「いきたいだけなのに」
43. 「あなたはしっかりいきなさい」

## 単行本情報
講談社ヤンマガKC。
1. 第1巻 1999年12月6日発行 ISBN 4-06-336846-7
2. 第2巻 2000年3月6日発行 ISBN 4-06-336858-0
3. 第3巻 2000年7月6日発行 ISBN 4-06-336881-5
4. 第4巻 2000年9月6日発行 ISBN 4-06-336895-5